# Vladimir de Pachmann
Vladimir de Pachmann o Pachman, (Odessa, 27 luglio 1848 – Roma, 6 gennaio 1933) è stato un pianista russo, di ascendenza russo-tedesca ed ebraica, specialmente noto quale interprete di Chopin, e per il suo eccentrico stile esecutivo.

## Biografia
Pachmann nacque nell'odierna Ucraina. Studiò musica alla Universität für Musik und darstellende Kunst Wien, con Josef Dachs (allievo di Karl Tausig) pianoforte e con Anton Bruckner teoria musicale. Fece il suo debutto ad Odessa nel 1869, ma fino al 1882 fece rare apparizioni in pubblico, impiegando questo tempo nel proseguimento degli studi. Successivamente, iniziò a girare per l'Europa e poi per gli Stati Uniti, venendo acclamato come una star dei suoi tempi.
Pachmann fu uno dei primi pianisti a registrare sue composizioni, iniziando nel 1906 con registrazioni per la Welte-Mignon e nel 1907 con dischi per il gramophone.
Fu anche famoso per il suo modo, plateale, di gesticolare durante le esecuzioni, attirando su di sé l'interesse dell'uditorio. La Encyclopædia Britannica Eleventh Edition dice, circa il suo modo di suonare: "la festosità dei suoi gesti", mentre il critico James Huneker lo soprannominò "Chopinzee", e George Bernard Shaw disse che egli "dava la ben nota sua pantomima, con accompagnamento di Fryderyk Chopin."
I suoi programmi comprendevano pressoché esclusivamente musiche di Chopin, e solo occasionalmente brani di Bach, Scarlatti, Beethoven, Mendelssohn, Schumann e Liszt. Detestava Brahms: dopo un concerto, disse a Ernő Dohnányi: «Voi suonate Brahms magnificamente, ma egli non lo merita».
Morì a Roma nel 1933.

### Registrazioni
- Piano Rolls (The Reproducing Piano Roll Foundation)
- The Welte-Mignon mystery, 4. Dead or alive. Stuttgart: Tacet, 2006.